# Morocco Tennis Tour - Meknes 2013
Il Morocco Tennis Tour - Meknes 2013 è stato un torneo di tennis facente parte della categoria ATP Challenger Tour nell'ambito dell'ATP Challenger Tour 2013. È stata la 6ª edizione del torneo che si è giocata a Meknès in Marocco dal 9 al 15 settembre 2013 su campi in terra rossa e aveva un montepremi di €30,000+H.

## Partecipanti singolare

### Teste di serie
| Nazionalità | Giocatore            | Ranking* | Testa di serie |
| ----------- | -------------------- | -------- | -------------- |
| Francia     | David Guez           | 167      | 1              |
| Italia      | Thomas Fabbiano      | 176      | 2              |
| Germania    | Cedrik-Marcel Stebe  | 183      | 3              |
| Francia     | Florent Serra        | 206      | 4              |
| Francia     | Lucas Pouille        | 214      | 5              |
| Austria     | Dominic Thiem        | 216      | 6              |
| Spagna      | Jordi Samper-Montana | 229      | 7              |
| Canada      | Steven Diez          | 235      | 8              |

- Ranking al 26 agosto 2013.

### Altri partecipanti
Giocatori che hanno ricevuto una wild card:
- Hicham Khaddari
- Yassine Idmbarek
- Younes Rachidi
- Mehdi Zaidi

Giocatori che sono passati dalle qualificazioni:
- Lukas Jastraunig
- Michael Bois
- Marc Rath
- Laurent Lokoli

Giocatori che hanno ricevuto un entry come alternate:
- Daniele Giorgini

## Vincitori

### Singolare
Cedrik-Marcel Stebe ha battuto in finale  Yannik Reuter con il punteggio di 6–1, 4–6, 6–2

### Doppio
Alessandro Giannessi /  Gianluca Naso hanno battuto in finale  Gerard Granollers Pujol /  Jordi Samper-Montana con il punteggio di 7–5, 7–6(3)